# Răzvan Martin
Răzvan Constantin Martin (Cluj-Napoca, 22 dicembre 1991) è un sollevatore rumeno, vincitore della medaglia di bronzo a Londra 2012, medaglia ritirata nel 2020 per doping.

## Palmarès
- Europei

Kazan 2011: argento nella categoria fino a 69 kg;
Antalya 2012: oro nella categoria fino a 77 kg;
Split 2017: argento nei 77kg, bronzo nello strappo 77kg e nello slancio 77kg;
Bucarest 2018: oro nello strappo 77kg, argento nello slancio 77kg e nei 77kg.